# Тиген
Тиген (каз. Тиген) — село в Мангистауском районе Мангистауской области Казахстана. Входит в состав Шайырского сельского округа. Находится примерно в 37 км к северу от села Шетпе, административного центра района, на высоте 21 метра ниже уровня моря. Код КАТО — 474649300.

## Население
В 1999 году население села составляло 300 человек (161 мужчина и 139 женщин). По данным переписи 2009 года, в селе проживал 371 человек (203 мужчины и 168 женщин).